# Štěpán Kotrba
Štěpán Kotrba (1. května 1932 Přeborov – 17. října 1999 Praha) byl český sochař.
V letech 1947–1950 studoval na Státní keramické škole v Bechyni. Poté pokračoval na Vysokou školu uměleckoprůmyslovou do ateliéru Jana Kavana. Zde se seznámil se svojí budoucí ženou Marií Procházkovou, která měla za sebou také studia na keramické škole, nicméně v Uherském Hradišti. Studia v Praze ukončil v roce 1957. Vyučoval až do konce osmdesátých let na katedře kreslení a modelování Fakulty architektury ČVUT modelování a později i předmět Výtvarné dílo v architektuře. Inicioval zapojení keramického průmyslu do tvorby obkladů pro pražské metro. Již od studií spolupracoval s Poštorenskými keramickými závody, kde některé obkladové systémy a zahradní jardiniery navrhoval a kam jezdil realizovat své sochy z kameniny. V Poštorné též vznikaly jeho díla pro architekturu, která vytvářel z glazované kameniny spolu se svojí ženou Marií. Jedná se například o plastiku Slunce (1977) před základní školou v Pardubicích, Květ (1981) z parku Severní terasy v Ústí nad Labem, Perlu (1984), původně umístěnou před hotelem Murom (dnes Kaskáda) v Mostě či Tři květy (1989) z náměstí 8. května v Meziboří. Je autorem desítek technologicky a rozměrově unikátních keramických plastik a soch v pískovci pro veřejný prostor, např. návrhu pro sochu sv. Jana Nepomuckého pro město Nepomuk (realizace spolu s ak. soch. Milanem Váchou). Vedle děl pro veřejný prostor tvořil i komorní díla - portréty a figurální plastiky.

## Galerie

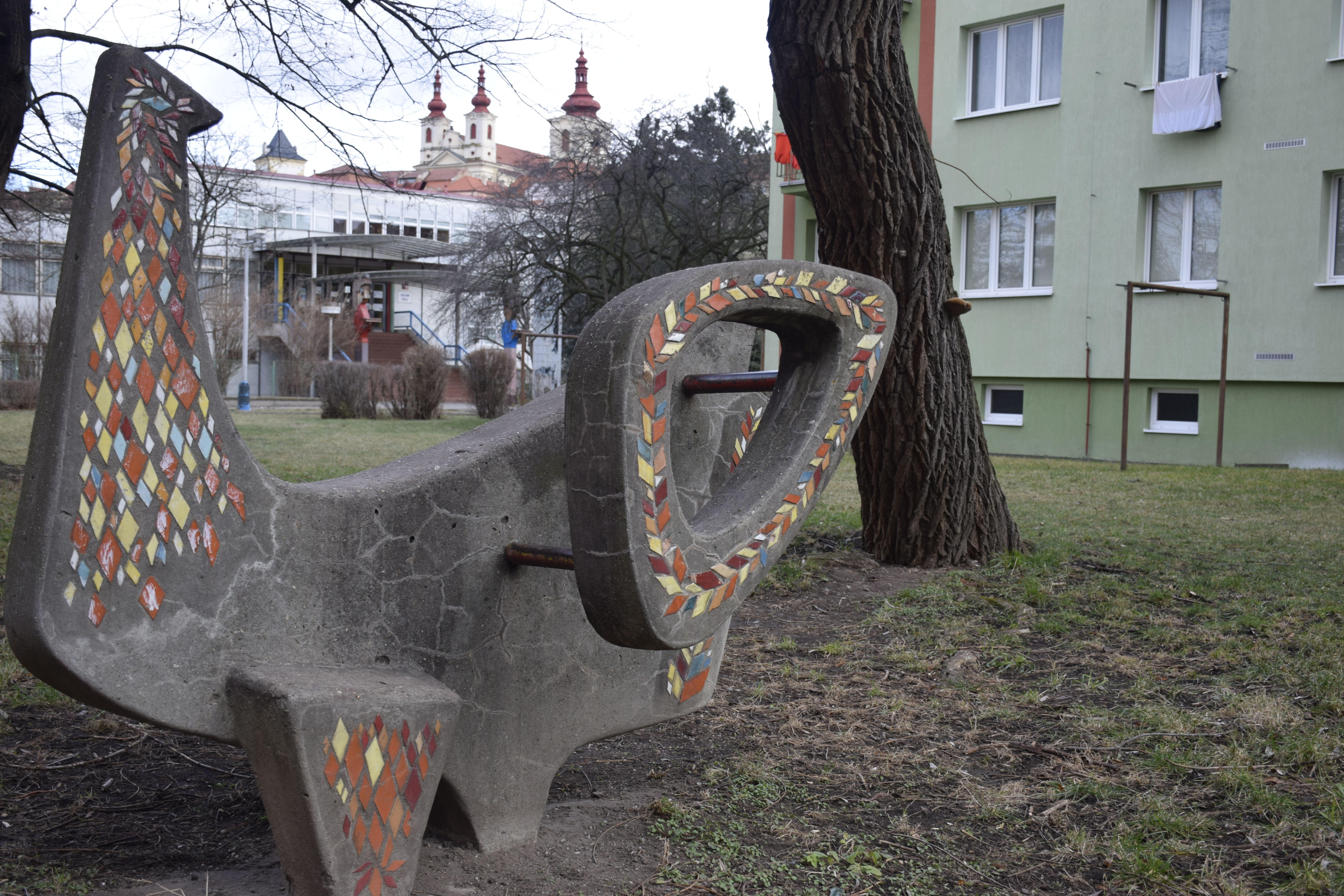
herní prvek v podobě ptáka (1966), železobeton, skleněná mozaika, Erbenova ulice v Žatci
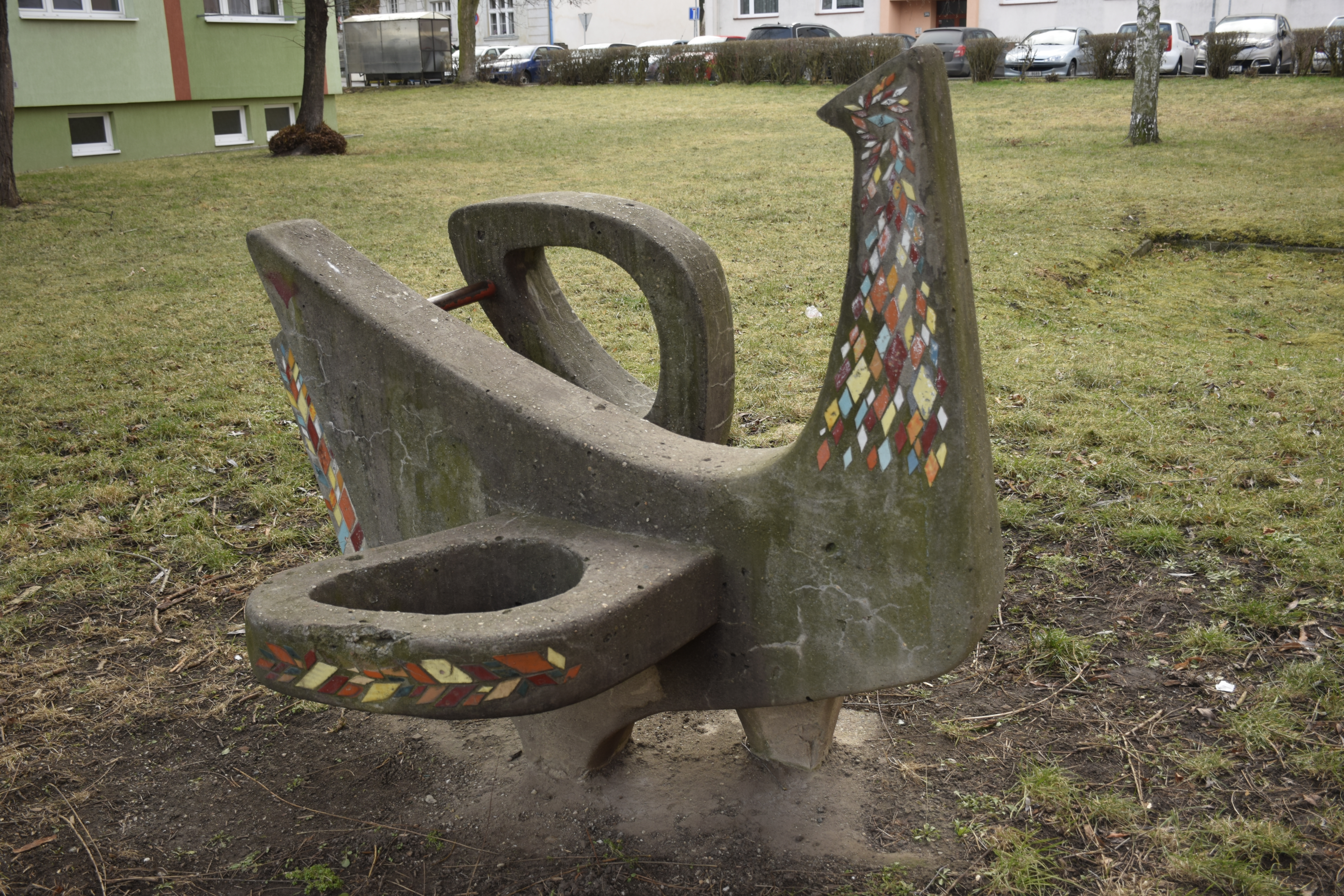
Opačný pohled na ptáka v Žatci
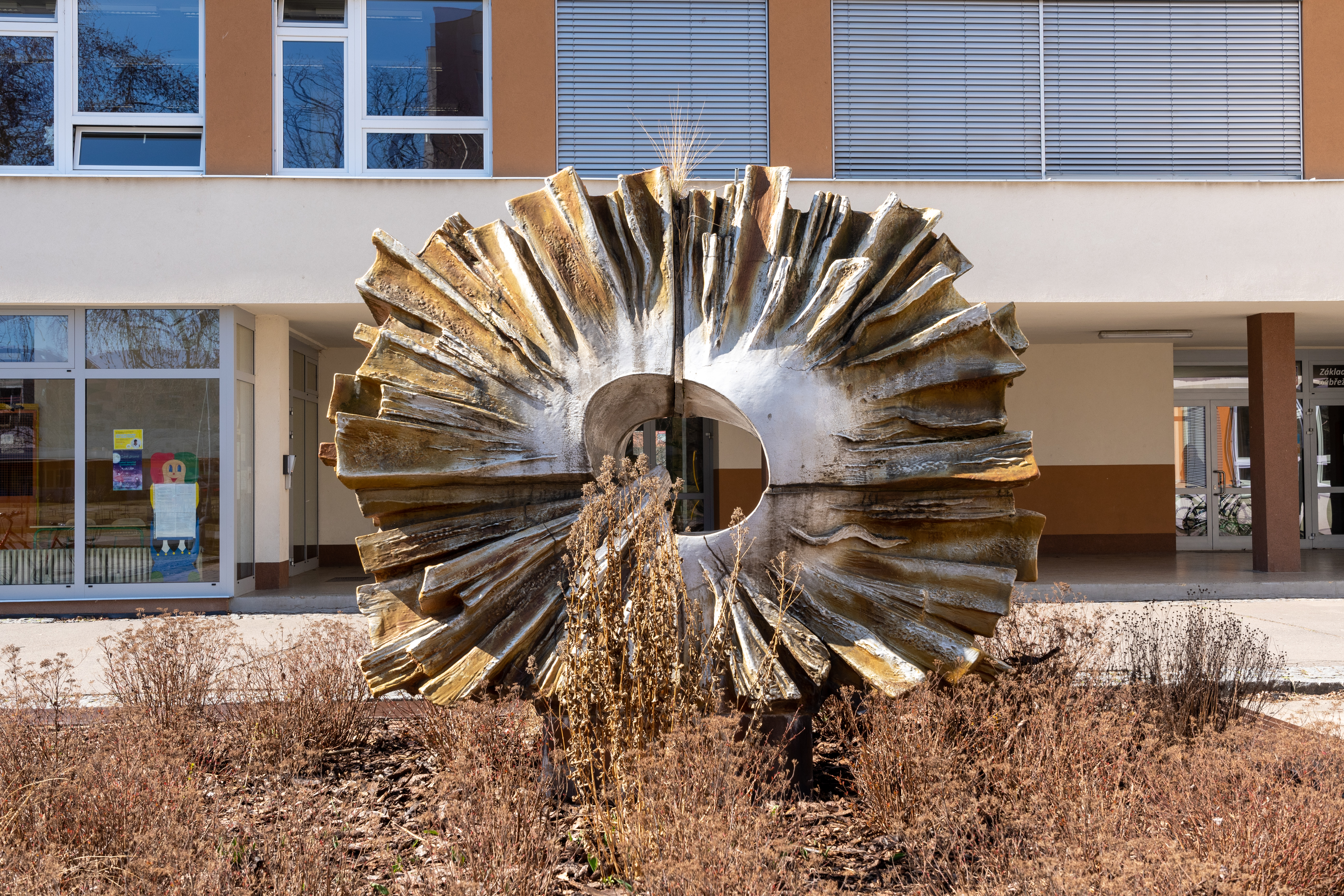
Slunce (1977), v ulici nábřeží Závodu míru v Pardubicích
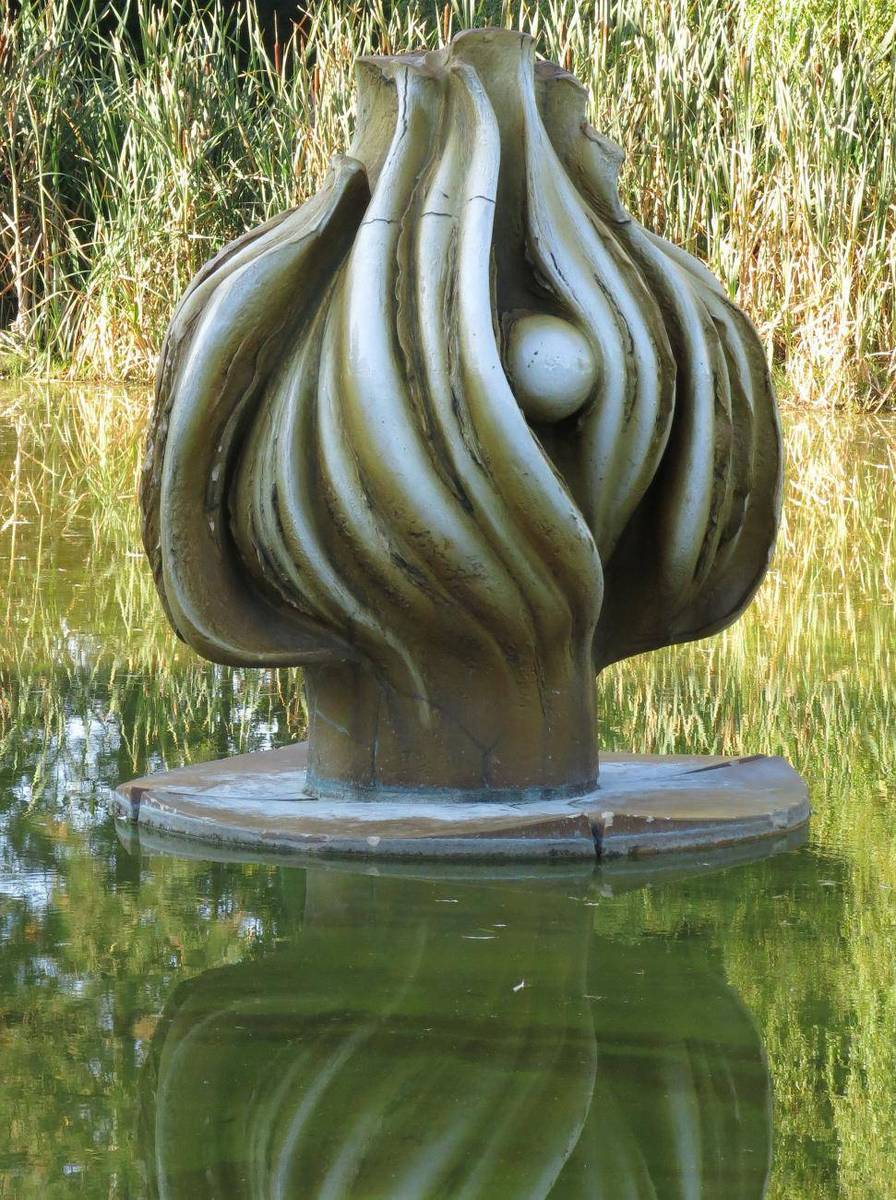
Květ (1981) v parku sídliště Severní Terasy v Ústí nad Labem
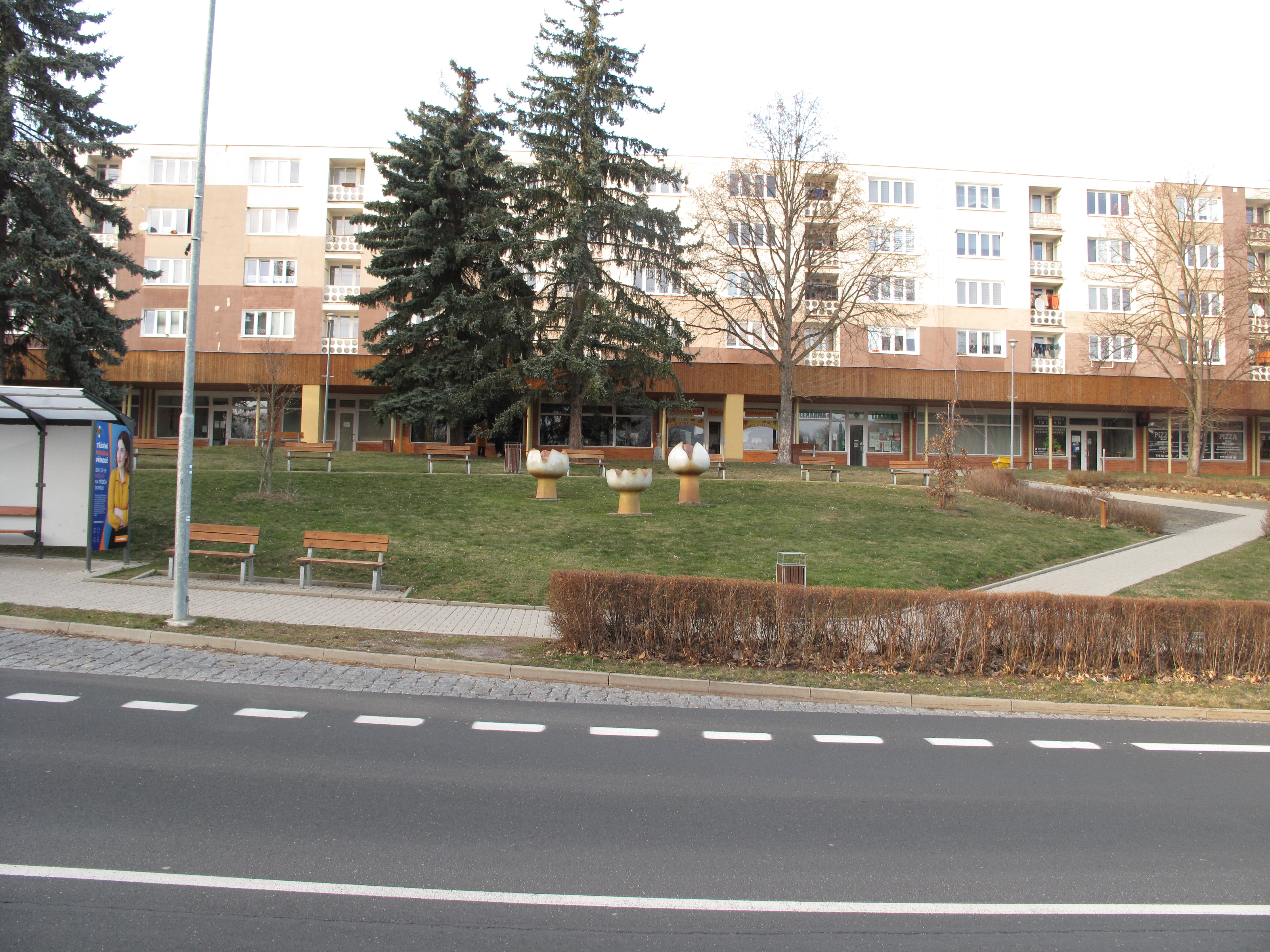
Tři květy (1989) na nám. 8. května v Meziboří
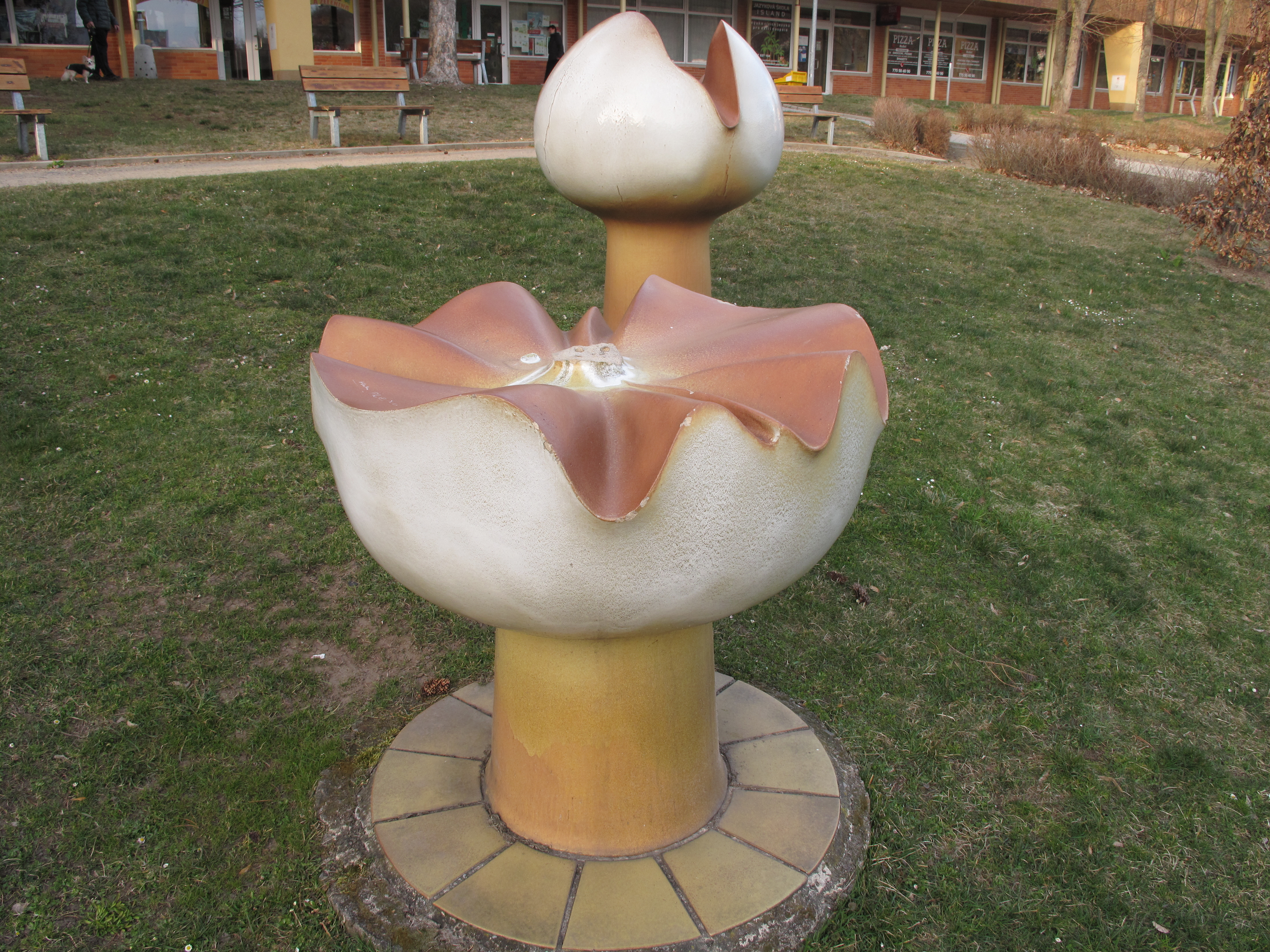
Tři květy detail